# Nick Kenny
Nick Kenny (Rockhampton, 13 luglio 1982) è un rugbista a 13 australiano.
Ha iniziato la sua carriera sportiva nella Nation Rugby League con i Brisbane Broncos con i quali ha giocato dal 2006 a 2011.